# Snejni (Khabàrovsk)
|  | Per a altres significats, vegeu «Snejni». |

Snejni (en rus: Снежный) és un poble (un possiólok) del krai de Khabàrovsk, a Rússia, que el 2012 tenia 1.884 habitants. Pertany al districte rural de Komsomolsk na Amure.